# Sinfonia concertante (Haydn)
Joseph Haydns Sinfonie Nr. 105 in B-Dur wird auch als Sinfonia concertante bezeichnet, da in dieser Sinfonie die Solo-Instrumente Oboe, Fagott, Violine und Cello dem Orchester wie bei einem Instrumentalkonzert gegenübertreten. Haydn komponierte das Werk Anfang 1792 während seines ersten England-Aufenthaltes. Die „Concertante“ (Haydns Bezeichnung auf dem Autograph) ist im Hoboken-Verzeichnis unter der Sinfonie-Nummer 105 aufgeführt, obwohl sie vor Haydns chronologisch letzter Sinfonie (Nr. 104 im Hoboken-Verzeichnis) komponiert wurde.

## Entstehung

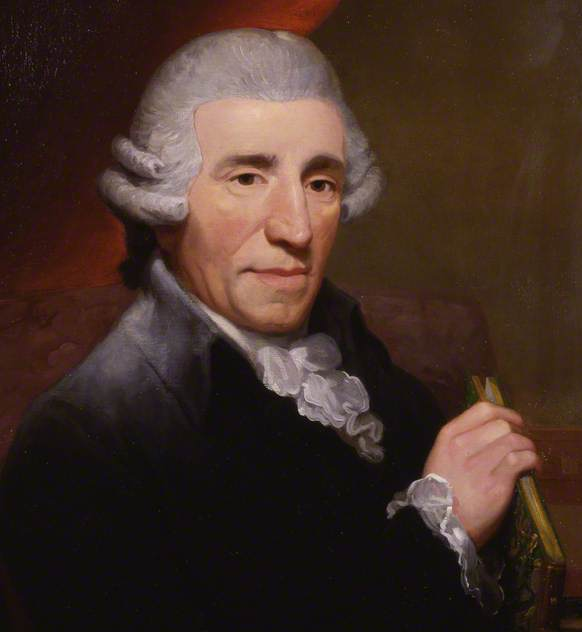
Franz Joseph Haydn (1732–1809)

Zu allgemeinen Angaben bezüglich der Londoner Sinfonien, in deren Rahmen auch die Sinfonia concertante entstand, vgl. die Sinfonie Nr. 93. Nachdem Haydn in der Konzertsaison 1791 in der von Johann Peter Salomon veranstalteten Konzertreihe großen Erfolg hatte, engagierte das Konkurrenzunternehmen der „Professional Concerts“ für 1792 Haydns früheren Schüler Ignaz Pleyel, möglicherweise mit dem Hintergedanken, dem Publikum einen sensationellen Wettkampf zwischen Lehrer und Schüler zu bieten. Pleyel traf am 23. Dezember 1791 in London ein; Haydn dinierte mit ihm am 24. Dezember, und am 31. Dezember besuchten sie gemeinsam die Oper. Pleyel führte Ende Februar 1792 im Rahmen der „Professional Concerts“ eine Sinfonia concertante für sechs Soloinstrumente und Orchester auf (die Gattung der Sinfonia concertante war damals in Paris, der Wirkungsstätte Pleyels, sehr populär). Wahrscheinlich ist Haydns Sinfonia concertante eine Art Gegenstück oder Antwort auf Pleyels Werk.
So schreibt Haydn am 7. Januar 1792 an Marianne von Genzinger:

„ich arbeithe gegenwärtig für Salomons Concert, und bin bemüssigt mir alle erdenckliche mühe zu geben, weil unsere gegner die Profesional versamlung  meinen schüller Pleyel von Strassburg haben anhero kommen lassen, um ihre Concerten zu Dirigiern. es wird also einen blutig Harmonischen Krieg absetzen zwischen dem Meister und schüller, man finge an in allen zeitungen davon zu sprechen, allein, mir scheint, es wird bald Allianz werden, weil mein credit zu fest gebaut ist. Pleyel zeugte sich bei seiner ankunft gegen mich so bescheiden, daß er neuerdings meine liebe gewann, wür werden unseren Ruhm gleich theillen und jeder vergnügt nach hause gehen.“

Das Autograph wurde offenbar unter hohem Zeitdruck fertiggestellt. Wahrscheinlich entstand die „Concertante“ zwischen dem 27. Februar (Aufführung von Pleyels Concertante) und dem 9. März 1792 (Uraufführung in London). Bei der Aufführung wurde das Werk gut angenommen. Der Morning Herald berichtete am 12. März 1792:

„Die letzte Aufführung in Salomons Konzerten verdient als einer der reichsten Genüsse erwähnt zu werden, die diese Saison bisher geboten hat. Eine neue „Concertante“ von Haydn verband alle Vortrefflichkeit an Musik, sie war gründlich, lebhaft, anrührend und originell, und die Aufführung stand im Einklang mit dem Rang der Komposition. Salomon insbesondere hat sich bei dieser Gelegenheit alle Mühe gegeben, der Musik seines Freundes Haydn gerecht zu werden.“

## Zur Musik
Besetzung: Flöte, Oboe, zwei Hörner, zwei Trompeten, Pauken, zwei Violinen, Viola, Cello, Kontrabass. Als Soloinstrumente treten auf: Oboe, Fagott, Violine, Cello. Es ist dokumentarisch belegt, dass Haydn seine Orchesterwerke bei den Londoner Konzerten anfangs vom Cembalo und ab 1792 vom „Piano Forte“ leitete. Im Sinne der damals üblichen Aufführungspraxis ist dies ein Indiz für den Gebrauch eines Tasteninstrumentes (also Cembalo oder Fortepiano) als Basso continuo (ähnlich wie in den „Londoner Sinfonien“).
Aufführungszeit: ca. 20 bis 25 Minuten.
Die Solistenparts sind insgesamt relativ ausgeglichen verteilt. Im Schlusssatz tritt die Violine stellenweise dominanter hervor. Im Gegensatz zu anderen (Solo-)Konzerten bzw. dem früheren Concerto grosso stehen sich Orchester und Soloinstrumenten-Gruppe nicht mehr blockhaft-kontrastierend gegenüber.

„Haydn führt vor allem im ersten und zweiten Satz die wechselnden Klangkombinationen der Solo-Instrumente vor. Dabei entwickeln sich im ersten Satz die Solo-Partien aus dem Orchestersatz heraus, während der zweite Satz sich ganz auf das Solisten-Quartett konzentriert, das nur sparsam vom Orchester begleitet wird. Der letzte Satz steht ganz im Zeichen der virtuosen Brillanz Salomons (…).“

Bei den hier benutzten Begriffen der Sonatensatzform ist zu berücksichtigen, dass dieses Schema in der ersten Hälfte des 19. Jahrhunderts entworfen wurde (siehe dort) und von daher nur mit Einschränkungen auf ein 1792 komponiertes Werk übertragen werden kann. Die hier vorgenommene Beschreibung und Gliederung der Sätze ist als Vorschlag zu verstehen. Je nach Standpunkt sind auch andere Abgrenzungen und Deutungen möglich.

### Erster Satz: Allegro
B-Dur, 4/4-Takt, 273 Takte

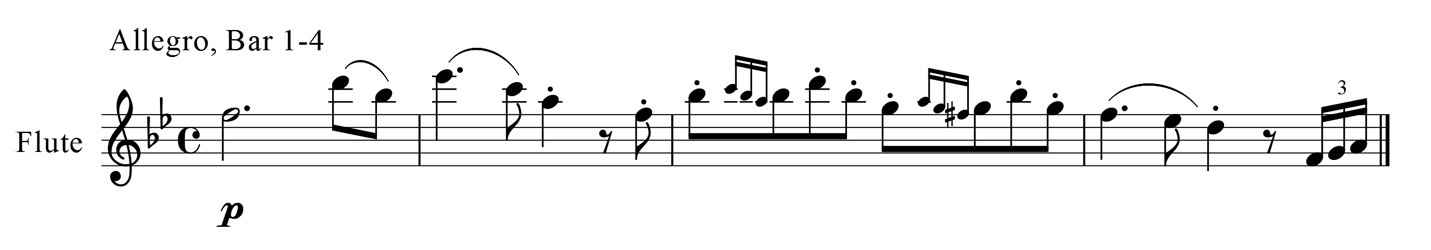
Beginn Allegro, Flöte und Violine

Haydn eröffnet die Sinfonie piano (ungewöhnlich für ein Konzertstück, das keine Aufmerksamkeit gebietende Einleitung hat), indem die Streicher mit Flöte das viertaktige erste Thema vorstellen. Es besteht aus einem dreiklangsbasierten „Fragemotiv“ und einer schließenden Wendung mit Vorschlägen. Abrupt bricht in Takt 5 das ganze Orchester als Forteblock herein mit hervortretender, dreifach klopfender Tonrepetition. Das zweite Thema (Takt 18 ff.) wird wiederum piano von den Streichern vorgebracht (dadurch geringer Kontrast zum ersten Thema), allerdings mit Beteiligung von Fagott und Oboe (hier noch innerhalb des Tutti). Das Thema besteht aus seiner zweifach wiederholten „Frage“ und einer Antwort, beide strukturell vom ersten Thema abgeleitet. Ab Takt 26 setzt die Soloinstrumenten-Gruppe (entgegen dem sonst üblichen „Schema“ bei Konzerten, bei dem das Orchester zunächst allein das Material des Satzes vorstellt) mit dem Thema versetzt ein (das Solo-Cello begleitet im Staccato). In der Schlussgruppe (Takt 34 ff., forte und gesamtes Orchester) tritt das Tonrepetitionsmotiv als Variante auf, gefolgt von einem „Kuckucksmotiv“ (mit Terzen im Staccato, ebenfalls mit kurzem „Echo“ der Soloinstrumenten-Gruppe) und einem Laufmotiv (Lauf abwärts mit Akzent auf der zweiten Taktzeit). Die „Orchester-Exposition“ endet in Takt 48 in B-Dur.
Die „Soloinstrumenten-Exposition“ ähnelt strukturell dem vorigen Abschnitt, wobei die Gruppe der Soloinstrumente in den Vordergrund tritt und das Material variiert, virtuos-brillant ausschmückt und fortspinnt. Die Soloinstrumente werden dabei lediglich von den Streichern begleitet oder spielen sogar allein. Nach dem ersten Thema mit zahlreichen Verzierungen folgt die Passage des zweiten Themas (Takt 91 ff.), eine melancholische Unterbrechung (Generalpause, harmonisch fernes Des-Dur, Takt 101 f.) und die variierte Schlussgruppe (Takt 113 ff., mit Kuckucks- und Laufmotiv) als Forte-Block des ganzen Orchesters. Die „Soloinstrumenten-Exposition“ endet in Takt 126 in der Dominante F-Dur.
Im folgenden Abschnitt (Takt 127–162) greifen die Soloinstrumente das Themenmaterial auf und reichern es – begleitet von den Streichern – in freier Fortspinnung an durch Chromatik (z. B. ab Takt 138), Molltrübungen und Harmoniewechsel (z. B. beginnt der Abschnitt in Takt 127 bereits in Des) („Durchführungsabschnitt“, thematische Arbeit tritt jedoch gegenüber virtuosen Ausschmückungen zurück). Der Abschnitt endet in D-Dur als Generalpause. Eine kurze (zu improvisierende) Kadenz der Solo-Violine führt zurück zur Reprise nach B-Dur.
Die Reprise (Takt 163 ff.) beginnt mit dem ersten Thema (Stimmführung: Solo-Violine) und geht dann in den Forteblock mit dem Tonrepetitionsmotiv und den Lauffiguren über. Ab Takt 180 setzt die Soloinstrumenten-Gruppe mit der Passage entsprechend Takt 70 ff. der Exposition ein (das „Kuckucksmotiv“ ist allerdings in Takt 204 vor dem zweiten Thema eingeschaltet). Ein Forteblock mit den versetzten Lauffiguren analog Takt 105 führt zur großen, auskomponierten Schlusskadenz für die Soloinstrumenten-Gruppe (Takt 220–263), in der verschiedene Elemente der Exposition aufgegriffen werden, die aber auch noch neue Klangaspekte (z. B. langsam-zögerliche Passage mit viel Chromatik und Wechsel von schnell und langsam) bringt. Die (verkürzte) Schlussgruppe entsprechend Takt 33 ff. beendet den Satz forte mit Tonrepetitions-, Kuckucks- und Laufmotiv.

### Zweiter Satz: Andante
F-Dur, 6/8-Takt, 60 Takte, Trompeten und Pauken schweigen

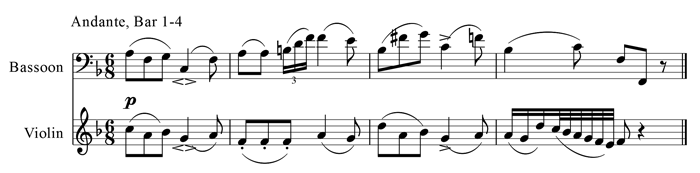
Beginn des Andante in Fagott und Violine

Der Satz ist zweiteilig angelegt. Die Soloinstrumenten-Gruppe wird meist lediglich von den Streichern begleitet (oft im Pizzicato), die Bläser geben klangliche Farbtupfer (meist ausgehaltene Begleitnoten), wodurch eine besondere, pastorale Klangfarbe entsteht. Die Themen/Motive sind sehr sanglich gehalten.
Das erste Thema ist viertaktig. Es wird zunächst von Fagott und Violine gespielt, dann von Oboe und Cello aufgegriffen. Ab Takt 8 spinnt die Violine die Schlussfloskel des Themas in Figurationen fort. Ein Dialog zwischen Lauffiguren und dem Themenkopf führt zum zweiten Thema (Takt 15 ff., Dominante C-Dur), bei dem das stimmführende Cello dominiert und das mit sechs Takten ausgedehnter ist als das erste Thema. Die Schlussgruppe (Takt 21 ff.) enthält ein Terzmotiv mit Vorschlag, das wiederum von figurativen Läufen unterbrochen ist. Eine ausgedehnte Crescendo-Passage mit dem Kopf vom ersten Thema leitet zum zweiten Abschnitt über.
Der zweite Teil beginnt mit dem ersten Thema, nun forte und vom ganzen Orchester gespielt. Der Abschnitt stellt eine Variante des ersten dar.

„Der ganze Satz mutet wie eine bezaubernde pastorale Idylle an, und seine fast kammermusikalische Atmosphäre wird nur ein einziges Mal für wenige Takte von einem Orchesterritornell unterbrochen.“

### Dritter Satz: Allegro con spirito
B-Dur, 2/4-Takt, 357 Takte

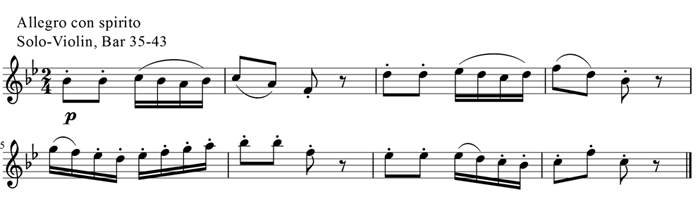
Hauptthema des Allegro con spirito, Takt 35 bis 43, Violine

Der Satz erinnert anfangs an eine Opernszene: Das ganze Orchester beginnt unvermittelt forte und unisono mit einer (das folgende Hauptthema andeutenden) stürmischen Passage. Die erste Violine „antwortet“ als Adagio-Rezitativ, das mit seiner Streicherbegleitung wie ein „recitativo accompagnato“ (ausgearbeitetes, orchesterbegleitetes Rezitativ der Oper) gestaltet ist. Das Orchester beginnt erneut forte, wird aber bereits nach fünf Takten von einem zweiten Rezitativ unterbrochen. Nun erst setzt das Hauptthema des Satzes ein. Es wird zunächst von der ersten Violine mit Streicherbegleitung vorgestellt, dann vom Tutti forte wiederholt. Das einprägsame Thema ist achttaktig und periodisch aufgebaut. Anschließend (Takt 51 ff.) folgt ein Wechsel von Soloinstrumenten-Gruppe und Tutti. Eine auf dem Hauptthema basierende Tuttipassage beendet den ersten Abschnitt („Orchester-Exposition“) in der Tonika B-Dur.
Im zweiten Abschnitt (Takt 73–180, „Soloinstrumenten-Exposition“) dominiert die lediglich von den Streichern begleitete Soloinstrumenten-Gruppe. Oboe, Fagott, Violine und Cello erhalten meist einzeln und nacheinander umfangreiche, virtuos-brillante Solopassagen, bei denen ab und an der Themenkopf anklingt. Schlussgruppenartig beendet das Tutti im Forte (Takt 171 ff.) den zweiten Abschnitt in der Dominante F-Dur.
Der dritte Abschnitt (Takt 181–240, „Durchführung“ oder Mittelteil) beginnt in Moll und mit versetztem Einsatz des Themenkopfes. Nach einer Kadenz für die Solo-Violine spielen Soloinstrumenten-Gruppe und Tutti im dialogartigen Wechsel. Eine auf A-Dur endende Tremolo-Passage führt zum Themeneinsatz im Cello in B-Dur (Takt 208), dessen Schlusswendung verselbständigt sich dann zu virtuosen Läufen.
Der vierte Abschnitt (Takt 241 ff., „Reprise“) ist zunächst entsprechend dem Satzbeginn ab Auftreten des Hauptthemas gestaltet. Anstelle des schlussgruppenartigen Themenauftritts im Tutti analog Takt 66 setzt jedoch ein weiteres „recitativo accompagnato“ ein. Der codaartig erweiterte Schlussgruppenabschnitt zögert das Satzende mit Crescendo- und Tremolopassagen (im harmonisch unerwarteten Ges-Dur beginnend, Takt 317) sowie weiteren kurzen Soloeinlagen hinaus.